# Tividale
Tividale – osada w Anglii, w hrabstwie ceremonialnym West Midlands, w dystrykcie metropolitalnym Sandwell. Leży 11 km na zachód od miasta Birmingham i 173 km na północny zachód od Londynu. W 2001 miejscowość liczyła 11 585 mieszkańców.
W miejscowości znajduje się świątynia hinduistyczna Shri Venkateswara.